# Pehr Eriksson i Nysäter
Pehr Eriksson (i riksdagen kallad Eriksson i Nysäter), född 8 september 1799 i Stavnäs socken, Värmlands län, död 30 oktober 1872 på Nysäter, Gillberga socken, Värmlands län, var en svensk bonde och politiker. 
Pehr Eriksson var son till hemmansägaren Eric Olsson. Han arbetade på kronofogdekontor 1818-1825 och blev vice länsman i Gillbergs härad 1927. Han innehade en rad kommunala uppdrag i hemsocknen. Pehr Eriksson företrädde bondeståndet i  Näs och Gillbergs härader i Värmland vid riksdagarna 1834—1835, 1840—1841, 1844—1845, 1847—1848, 1853—1854 och 1856—1858 samt Gillbergs härad vid riksdagarna 1859-1860, 1862-1863 och 1865–1866. Därunder var han ledamot av bankoutskottet 1840-1841 och av konstitutionsutskottet från 1844. Han var statsrevisor 1840 och 1858 och vice talman i bondeståndet 1840-1841.